# Lambda Telescopii
Lambda Telescopii (λ Tel, λ Telescopii) é uma estrela na constelação de Telescopium.
Lambda Telescopii é uma estrela da sequência principal de classe A com magnitude aparente 4,840. Está a aproximadamente 531 anos-luz da Terra.